# Cylindromyia arnaudi
Cylindromyia arnaudi là một loài ruồi trong họ Tachinidae.